# Les Enfants des damnés

Les Enfants des damnés ou Ces êtres venus d'ailleurs (Children of the Damned) un film d’horreur britannique de science-fiction en noir et blanc réalisé par Anton M. Leader en 1964. Il s'agit d'une suite de Le Village des damnés.

## Synopsis
Six enfants sont identifiés par une équipe de chercheurs de l’UNESCO qui étudient le développement de l’enfant, comme ayant des pouvoirs intellectuels extraordinaires. Chacun d'eux est capables de terminer une même tâche difficile exactement dans le même laps de temps.
Le psychologue britannique Tom Lewellyn et le généticien David Neville s’intéressent à Paul, un garçon londonien dont la mère Diana déteste clairement l’enfant et insiste sur le fait qu’elle n’a jamais été touchée par un homme. Ceci est d’abord considéré comme de l’hystérie et il est sous-entendu qu’elle a une morale relâchée. Mais après un certain temps, les deux hommes se rendent compte que les six enfants sont nés sans père et sont également capables de télépathie.
Les enfants, venus de divers pays – Chine, Inde, Nigeria, Union soviétique, États-Unis et Royaume-Uni – sont amenés à Londres pour une étude collective de leur intelligence avancée. cependant, les enfants s’échappent de leurs ambassades et se rassemblent dans une église abandonnée à Southwark, à Londres. Ils prennent par intermittence le contrôle mental de la tante de Paul pour les aider à survivre dans l’église abandonnée. Pendant ce temps, l’armée et les services de renseignement débattent de leur destruction ou non. Les enfants ont démontré leur capacité de télékinésie et construisent une machine complexe qui utilise les ondes soniques comme arme défensive, tuant plusieurs fonctionnaires et soldats. Mais l’armée se rend compte qu’elle ne riposte que lorsqu’elle est attaquée. Après que le psychologue Tom Lewellyn ait lancé un appel passionné, demandant au groupe de retourner dans leurs ambassades respectives, les enfants obéissent et assassinent les responsables de l’ambassade et de l’armée avant de retourner à l’église.
Lewellyn exhorte le gouvernement à traiter les enfants équitablement ; Cependant, son équipe de scientifiques observe la différence entre une cellule sanguine humaine ordinaire et les cellules de l’un des enfants, indiquant que les enfants sont non humains et destinés à devenir une menace pour l’espèce humaine.
Lorsque les autorités tentent de prendre le contrôle des enfants, ils sont forcés de se protéger. Alors que la situation s’envenime en une épreuve de force finale entre l’armée et les enfants, l’un des scientifiques postule que le jugement selon lequel les enfants sont étrangers était incorrect, et que les cellules des enfants sont en fait humaines, avancées d’un million d’années. Pendant ce temps, les enfants sous-entendent également qu’ils sont arrivés à la décision que leur présence est incompatible avec celle des humains relativement primitifs qui les entourent, et qu’ils ont donc l’intention d’abaisser leurs défenses et de se sacrifier. Le commandant militaire reconnaît qu’une erreur a été commise et abandonne l’ordre d’attaque ; Cependant, la commande est déclenchée accidentellement par un tournevis – l’un des outils humains les plus simples. L’église est détruite et les enfants sont tués.

## Distribution
- Ian Hendry : colonel Tom Lewellyn
- Alan Badel : Dr David Neville
- Barbara Ferris : Susan Eliot
- Alfred Burke : Colin Webster
- Sheila Allen : Diana Looran
- Ralph Michael : ministre de la Défense
- Patrick Wymark : commandant
- Martin Miller : professeur Gruber
- Harold Goldblatt : Harib
- Patrick White :  M. Davidson
- André Mikhelson : officiel russe
- Bessie Love : Mme Robbins, la grand-mère de Mark
- Alan MacNaughtan : officier de l’armée britannique
- Clive Powell : Paul
- Roberta Rex : Nina
- Mahdu Mathen : Rashid
- Yoke-Moon Lee : Mi Ling
- Gerald Delsol : Aga Nagolo
- Frank Summerscale : Mark

## Critique presse
L'année de sa sortie, Le Monthly Film Bulletin nuance sa critique avec des hauts et des bas. The New York Times parle pour sa part d'une suite prétentieuse. 